# José Manuel Duarte da Costa
José Manuel Duarte da Costa, também conhecido por Duarte Costa ComA • MPSD • MPMM (Lisboa, 1 de março de 1961), é um Brigadeiro General português e conselheiro técnico, na Missão Permanente de Portugal junto da Organização das Nações Unidas (ONU), desde 2025.
Antes de assumir funções na ONU, Duarte Costa desempenhou o cargo de presidente da Autoridade Nacional de Emergência e Proteção Civil (ANEPC). (foi também o seu comandante operacional, de 2018 a 2020), tendo previamente chefiado várias estruturas do Exército Português, como o Estado-Maior do Comando das Forças Terrestres (2018) e da Brigada de Reação Rápida (2006), e comandado o Regimento de Paraquedistas (2011 a 2013).

## Biografia

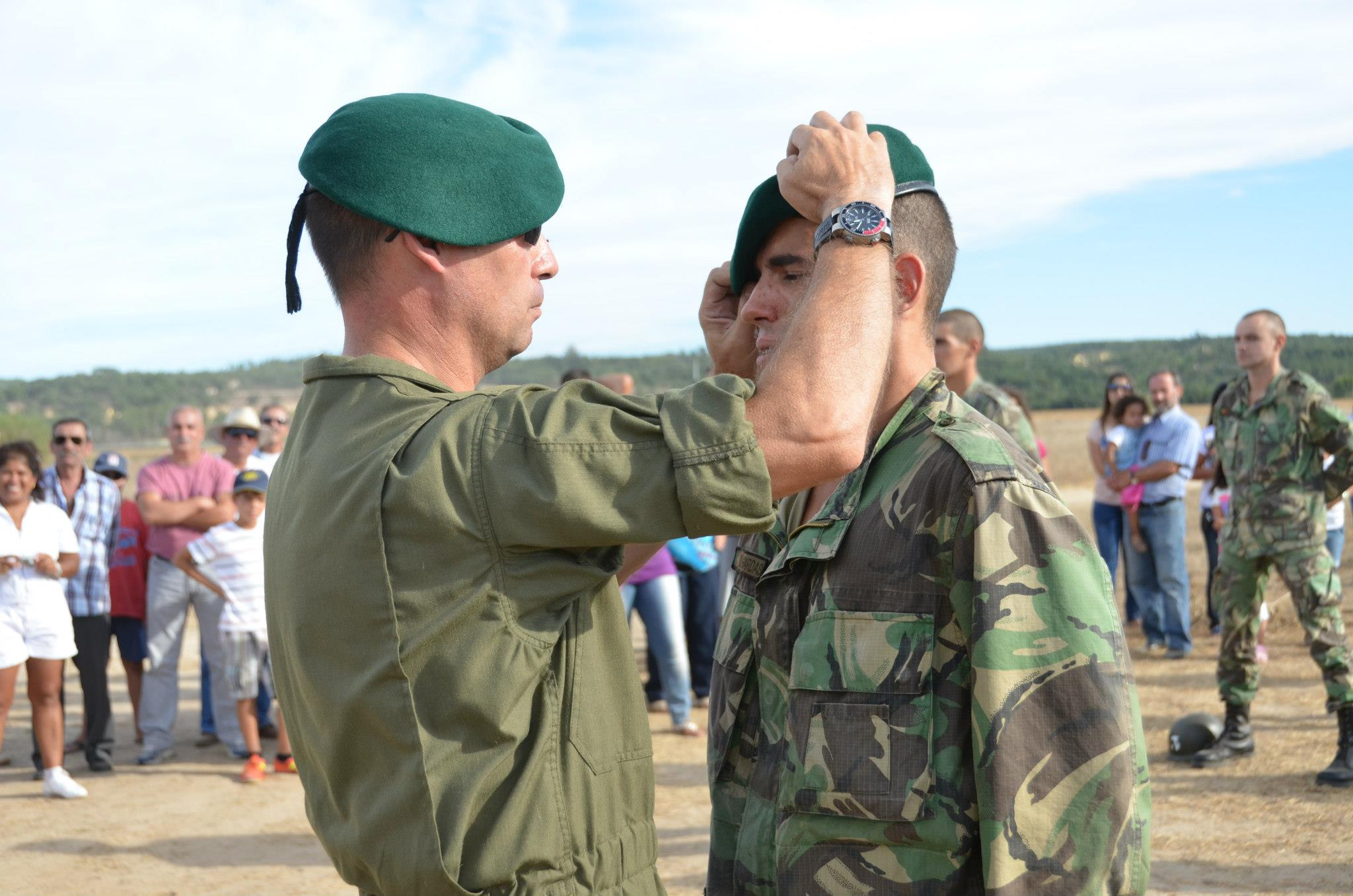
Enquanto Comandante do Regimento de Paraquedistas, Duarte Costa impõe uma Boina Verde no final de um curso de paraquedismo.

Duarte da Costa nasceu em Lisboa, em 1 de março de 1961, filho de um militar de carreira. Ingressou na Academia Militar em 29 de Setembro de 1981, na Arma de Infantaria, concluindo a formação em 1986, ficando colocado na Escola Prática de Infantaria.
Em 1987, foi colocado no Regimento de Comandos, no posto de Tenente, desempenhando funções de Adjunto de Comandante de Companhia e Instrutor de vários Cursos de Comandos e de Patrulhas de Longo Raio de Ação. Após a promoção a Capitão, em 1990, assumiu o comando de uma Companhia Operacional, até 1993, ano em que foi colocado no Comando da Brigada Aerotransportada Independente.
Entre 1996 e 1998, desempenhou as funções de Ajudante de Campo do Presidente da República Jorge Sampaio, no posto de Major.
Em 1998 foi colocado no Instituto de Altos Estudos Militares, onde frequentou Curso de Estado-Maior e, em 2000, no posto de Tenente-Coronel, foi professor da Secção de Ensino de Estratégia, até 2003. A partir deste ano, passou a integrar o painel de comentadores habitual sobre assuntos militares e de estratégia em vários canais de televisão, comentando as ações militares da Guerra do Iraque.
Em 2003, foi colocado na EUROFOR em Florença, Itália, como Chefe da Secção de Intelligence, tendo ainda no âmbito desta missão desempenhado as funções de Intel Chief Analyst durante a Operação Concórdia, no Teatro de Operações da FYROM (Macedónia).
Em 2006, assumiu o cargo de 2º Comandante do Regimento de Infantaria N°1, tendo assumido o cargo de Chefe de Estado-Maior da Brigada de Reação Rápida, no ano seguinte.
Foi comandante do Regimento de Paraquedistas, de 2011 a 2013.
Foi Chefe do Estado Maior do Comando das Forças Terrestres até 2018, no posto de Coronel Tirocinado.
Para além do Curso da Academia Militar e de Estado-Maior do Instituto de Altos Estudos Militares, Duarte Costa possui os cursos militares de Comando, Paraquedismo, Patrulhas de Longo Raio de Ação, Instrutor de Educação Física Militar, Airborne e Ranger (EUA) e Queda Livre Operacional (Alemanha). Na área civil, possui um MBA pela Universidade Católica e um Mestrado em Ciência Política pela Universidade Lusíada.

### Proteção Civil
Assumiu o comando operacional da ANEPC em 9 de maio de 2018, substituindo o Coronel António Paixão, que pediu a exoneração do cargo por "motivos pessoais".
Em 18 de novembro de 2020, assumiu a presidência desse organismo, substituindo o Tenente-General Carlos Mourato Nunes.

### Nações Unidas
Em abril de 2025, foi nomeado em regime de comissão de serviço, no cargo de conselheiro técnico, na Missão Permanente de Portugal junto da Organização das Nações Unidas (ONU), em Nova Iorque.

## Honrarias
Referências:

### Nacionais
- Ordem Militar de Aviz (ComA);
- Medalha de Serviços Distintos (MPSD) (3);
- Medalha de Mérito Militar (MPMM, MSMM, MTMM);
- Medalha da Defesa Nacional (MPDN, MSDN);
- Medalha de Comportamento Exemplar (MOCE, MPCE, MBCE);
- Medalha Comemorativa de Serviços Especiais/Afeganistão.

### Estrangeiras
- Comendador da Ordem do Mérito Civil de Espanha;
- Comendador Al Alaoui Wissam do Reino de Marrocos;
- Oficial da Ordem do Mérito da Polónia;
- Oficial da Ordem do Cruzeiro do Sul do Brasil;
- Oficial da Ordem do Mérito da Ucrânia;
- Medalha da EUFOR/Operação Concórdia;
- Medalha da EUROFOR;
- Medalha NATO/Non Article 5.